# San Giorgio della Richinvelda
San Giorgio della Richinvelda is een gemeente in de Italiaanse provincie Pordenone (regio Friuli-Venezia Giulia) en telt 4442 inwoners (31-12-2004). De oppervlakte bedraagt 47,9 km², de bevolkingsdichtheid is 92 inwoners per km².
De volgende frazioni maken deel uit van de gemeente: Aurava, Cosa, Domanins, Pozzo, Provesano, Rauscedo.
De politicus Pim Fortuyn ligt begraven in San Giorgio.

## Demografie
San Giorgio della Richinvelda telt ongeveer 1747 huishoudens. Het aantal inwoners daalde in de periode 1991-2001 met 3,5% volgens cijfers uit de tienjaarlijkse volkstellingen van ISTAT.
| Jaar | Inwoneraantal |
| ---- | ------------- |
| 1991 | 4474          |
| 2001 | 4316          |

## Geografie
San Giorgio della Richinvelda grenst aan de volgende gemeenten: Arzene, Cordenons, Dignano (UD), Flaibano (UD), San Martino al Tagliamento, Sedegliano (UD), Spilimbergo, Vivaro, Zoppola.